# 4 Pułk Policji SS (galicyjski)
4 Galicyjski Pułk Ochotniczy SS -Policyjny,  (Galizisches SS Freiwilligen Regiment 4 – Polizei) – niemiecki pułk policji SS, utworzony 5 lipca 1943 z pierwszego poboru ukraińskich ochotników zgłaszających się, ale nie przyjętych z powodu stanu zdrowia lub warunków fizycznych, do 14 Dywizji Grenadierów SS, oraz niemieckiej kadry dowódczej. Rozformowany 9 czerwca 1944.

## Historia
Z pierwszego poboru ochotników, nie przyjętych do 14 Dywizji Grenadierów SS utworzono pułki policji SS o numerach 4, 5, 6, 7, 8. Pułki były przeznaczone jednak do działań policyjnych w związku z tym ochotnicy przeszli odrębne szkolenie dostosowane do służby policyjnej i nosili mundury policyjne. Formowanie tych jednostek koordynował utworzony w Berlinie sztab, którym kierował płk Schutzpolizei Richard Stahn. Głównym zadaniem tych oddziałów było zabezpieczenie tyłów armii niemieckiej w Małopolsce Wschodniej oraz innych terytoriach okupowanych, m.in. Holandii, Francji.
Pułk od początku szkolony był w Niemczech, a następnie w Holandii. Liczył początkowo 1264 żołnierzy i oficerów. Jego dowódcą był Oberstleutnant der Ordnungspolizei Siegfried Binz. 
W połowie lutego 1944 pułk został rozlokowany na linii Złoczów – Brody – Zbaraż, kilkanaście kilometrów od linii frontu. Brał tam udział w operacjach przeciwpartyzanckich. Pułk brał udział w zbrodniach w Hucie Pieniackiej, Podkamieniu i Palikrowach.
W marcu 1944 4 i 5 galicyjskie pułki policyjne przeszły pod komendę dowódcy SS i policji w Krakowie, który – pomimo rozkazów i ponagleń – przekazał je do rozformowania dopiero w czerwcu 1944. 22 kwietnia 1944 r. Heinrich Himmler wydał polecenie aby pułki policji skierować do działań frontowych na froncie wschodnim, polecenie nie zostało wykonane przez władze policyjne. Jedynie dwa bataliony (I i II) 4. pułku policji SS walczyły na froncie i zostały zniszczone w lipcu 1944 pod Brodami. Według Grzegorza Motyki w związku z natarciem Armii Czerwonej 3. batalion 4. pułku skierowano wiosną 1944 na linię frontu. Znaczna część żołnierzy batalionu zginęła w walkach pod Zbarażem i Tarnopolem, natomiast pozostałe bataliony nie zdążyły wziąć udziału w bitwie pod Brodami.
Po rozbiciu 14 Dywizji w bitwie pod Brodami w lipcu 1944, policjanci ukraińscy z pułków policyjnych (w tym resztki rozbitego 4. pułku policji SS) zostali wcieleni do 14 Dywizji Grenadierów SS w ramach jej odtwarzania w obozie ćwiczebnym w Neuhammer.

## Zbrodnie
W Polsce obecnie toczy się śledztwo pionu śledczego Instytutu Pamięci Narodowej w sprawie zbrodni wojennej popełnionej w Hucie Pieniackiej przez funkcjonariuszy SS-Galizien i nacjonalistów ukraińskich gdzie 28 lutego 1944 zamordowano 868 Polaków. 16 kwietnia 1944 roku ukraińscy policjanci mieli również zmasakrować Polaków w Chodaczkowie Wielkim, gdzie zginęło według różnych źródeł od 250 do 854 mieszkańców wsi.
Sprawcami zbrodni na ludności polskiej w wymienionych miejscach były, według dotychczas poczynionych ustaleń śledczych, pododdziały 4 pułku policji SS (w niemieckiej nomenklaturze określanego jako Galizisches SS Freiwilligen Regiment 4 – Polizei), skierowane do walk przeciwpartyzanckich na bezpośrednim zapleczu frontu wschodniego. Śledztwo IPN dotyczące ustalenia sprawców zbrodni w Hucie Pieniackiej wskazuje przynależność 4 pułku do Dywizji SS-Galizien.
4 pułk policji SS oprócz zbrodni w Hucie Pieniackiej i Chodaczkowie Wielkim wziął udział w zbrodniach w Podkamieniu, Palikrowach, w Maleniskach zamordowano 40 osób, w Pańkowcach 30 osób. Kwestia udziału pułku w innych akcjach represyjnych w Galicji Wschodniej wymaga zdaniem Grzegorza Motyki dalszych badań.

## Literatura
- Marek Jasiak, Stanowisko i los Ukraińców w Generalnym Gubernatorstwie (bez Galicji) w latach okupacji niemieckiej, [w:] Polska-Ukraina. Trudne pytania, t. 4, ISBN 83-908944-4-4. Brak numerów stron w książce
- Grzegorz Motyka, Ukraińska partyzantka 1942–1960, Warszawa 2006, ISBN 978-83-88490-58-3. Brak numerów stron w książce
- Henryk Komański, Szczepan Siekierka, Ludobójstwo dokonane przez nacjonalistów ukraińskich na Polakach w województwie tarnopolskim 1939–1946, wyd. 2, Wrocław: Nortom, 2006, ISBN 83-89684-61-6, ISBN 978-83-89684-61-5, OCLC 156875487.